# 袁洪
袁洪（1245年—1298年）。字济源，庆元府鄞县人，南宋政治人物、学者、藏书家。

## 生平
祖父袁韶，南宋大臣；父袁似道；子袁桷，元朝大臣。咸淳九年(1273年)，年仅十七时，以袁韶祖荫补官，出任建康府通判。元军南下至建康，辞官归乡。宋末兵乱，曾营救陈允平。
至元二十一年甲申（1284年），年仅十九岁的胡三省到鄞县拜访袁洪。袁洪佩服胡氏的学问，聘请胡开馆授学。